# Emil Lischka
Emil Lischka von Hartring (18. června 1859 Česká Lípa – 15. září 1929 Česká Lípa) byl rakousko-uherský generál. V c. k. armádě sloužil od roku 1878, jako štábní důstojník působil u různých jednotek a uplatnil se také jako pedagog. Za první světové války bojoval na východní frontě a v roce 1914 dosáhl hodnosti polního podmaršála. V roce 1917 byl penzionován a zbytek života strávil v rodné České Lípě.

## Životopis
Pocházel z České Lípy, do armády vstoupil v roce 1878 a již o rok později byl povýšen na poručíka u 43. pěšího pluku. Později si doplníl vzdělání na Válečné škole (K.u.k. Kriegsschule) ve Vídni a v roce 1888 byl jako nadporučík zařazen do sboru důstojníků generálního štábu, sloužil u 43. pěšího pluku v Temešváru. Poté působil u štábu zemského velitelství v Zadaru a ve vojenské kanceláři velení 3. armádního sboru ve Štýrském Hradci. V roce 1893 byl povýšen na kapitána a působil jako pedagog na jezdecké kadetní škole v Karlovaci,  později sloužil u 39. pěšího pluku v Debrecínu. V roce 1899 byl povýšen na majora a stal se šéfem štábu 15. pěší divize v Miskolci. Krátce poté přešel k c. k. zeměbraně a začal vyučovat na důstojnické zeměbranecké škole ve Vídni, kde byl v roce 1901 povýšen na podplukovníka. V roce 1906 dosáhl hodnosti plukovníka a převzal velení 36. pěšího pluku zeměbrany v Kolomyji, kde strávil pět let.
V roce 1911 byl povýšen do hodnosti generálmajora a v hodnosti velitele 26. zeměbranecké pěší brigády byl přeložen do Brna. S touto jednotkou byl na začátku první světové války odvelen na východní frontu, kde se zúčastnil prvních bojů v Haliči. Po počátečních úspěších byl k datu 1. listopadu 1914 povýšen do hodnosti polního podmaršála a převzal velení 26. zeměbranecké pěší divize. V roce 1916 přešel od zeměbrany zpět k c. k. armádě a stal se velitelem 10. pěší divize. Velitelem této jednotky zůstal do května 1917, poté byl penzionován.
Na penzi se vrátil do rodné České Lípy a žil ve vile v dnešní Nawkově ulici č.p. 321. Po jeho smrti darovala rodina jeho generálskou uniformu muzeu v České Lípě.

## Tituly a ocenění
Během vojenské služby obdržel několik vyznamenání, během první světové války získal i ocenění ve spojeneckém Německu. V červnu 1916 byl povýšen do šlechtického stavu s titulem a predikátem Edler von Hartring, majestát byl vyhotoven až za vlády Karla I. v roce 1917. V erbu měl nijak překvapivě lišku.
- Jubilejní pamětní medaile (1898)
- Vojenský záslužný kříž III. třídy (1905)
- Vojenský jubilejní kříž (1908)
- Řád železné koruny III. třídy (1911)
- rytířský kříž Leopoldova řádu s válečnou dekorací (1914)
- Řád železné koruny II. třídy s válečnou dekorací (1915)
- Vojenský záslužný kříž II. třídy s válečnou dekorací (1915)

- Železný kříž II. třídy (Německo)
- Železný kříž I. třídy (Německo)